# پایتون (اسطوره)
پوتون (به یونانی: Πύθων, Πύθωνος) اژدهای ساکن معبد دلفی در اسطوره‌های یونان است که اغلب در هنرهای سفالگری، مجسمه‌سازی و گلدان‌های نقاشی شده یونانی به شکل ماری غول‌پیکر تصویر می‌شود. او به واسطه گل و لای برجای مانده از طوفان عظیم دئوکالیون بر روی زمین به وجود آمده بود. او در غاری زندگی می‌نمود و محافظ وحش معبد دلفی در کوه‌های پارناسوس بود.
به فرمان هرا، به آزار لتو که آپولون و آرتمیس را باردار بود، پرداخت. هیچ کس جرأت نزدیک شدن به این هیولا را نداشت، به همین منظور مردم از آپولون درخواست کمک کردند. آپولون سپس از کوه المپوس با کمان نقره و تیرهای زرینش پایین آمد. او تنها با پرتاب یک تیر، اژدها را از پا درآورد. به یاد بود این پیروزی، آپولون بازی‌های پیتیایی را آغاز کرد، که هر چهار سال یکبار برگزار می‌شد.
وی که گاهی پیتون یا پایتون نیز خوانده می‌شود، غول – اژدهایی ماده بود و زادهٔ ایزدبانوی زمین گایا محسوب می‌شد. وی از جمله پرستار تایفون به شمار می‌رفت.